# Friedrich Arnold (médecin)
Pour les articles homonymes, voir Friedrich Arnold et Arnold.

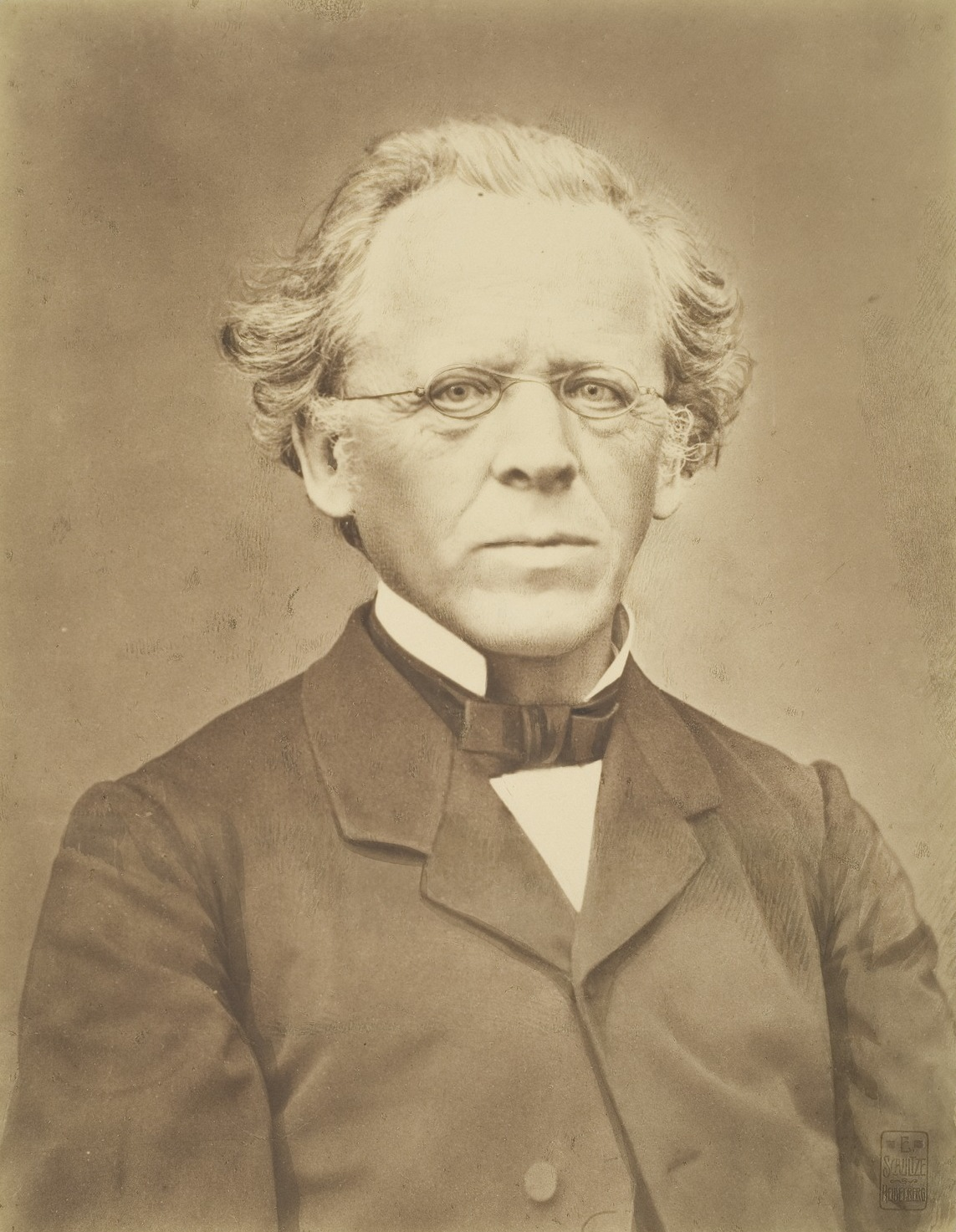
Friedrich Arnold, photographie d'Eduard Schultze

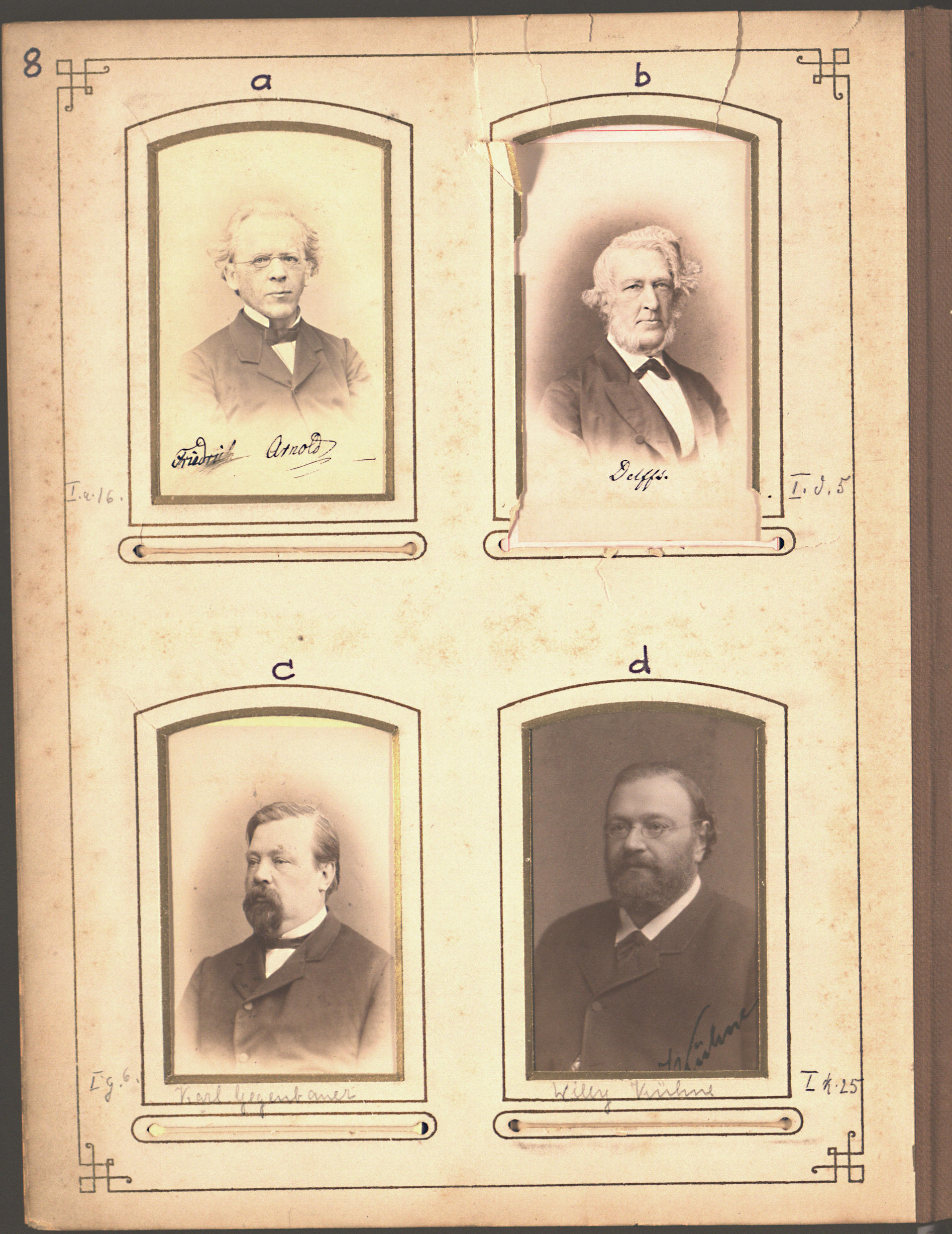
a : Philipp Friedrich Arnold, b : Friedrich Wilhelm Hermann Delffs, c : Carl Gegenbaur, d : Wilhelm Kühne De : Der Lehrkörper Ruperto Carola zu Heidelberg im Jahre 500 ihres Bestehens. Heideberg 1886.

Philippe Friedrich Arnold (né le 8 janvier 1803 à Edenkoben et mort le 4 juillet 1890 à Heidelberg) est un anatomiste et physiologiste bavarois.

## Biographie
Les parents de Friedrich Arnold sont le propriétaire foncier Zacharias Arnold (1767-1840) et Susanne Margaretha (morte en 1833), fille du pasteur de Heidelberg Konrad Ludwig Brüning. Ses frères et sœurs sont le physiologiste Johann Wilhelm Arnold (1801-1873) et Maria Friederike, qui épouse le pasteur de Neckarau Maximilian Wundt (1787-1846). Wilhelm Wundt (1832–1920) est son neveu.
À partir de 1821, Friedrich Arnold étudie la médecine avec son frère aîné à l'Université de Heidelberg avec l'anatomiste Friedrich Tiedemann, son démonstrateur Vincenz Fohmann (de) et Leopold Gmelin et obtient son doctorat en 1825 avec une étude sur le système nerveux pour un doctorat en médecine. Il étudie ensuite dans les instituts scientifiques et médicaux de Paris avec son frère. En octobre 1826, il devient procureur adjoint de Tiedemann, en 1828 procureur et en 1834 professeur associé.
En 1830, il épouse Ida Eberhardine, née Gock (1811-1868). Elle est la fille du conseiller du domaine de la cour royale de Wurtemberg Karl Friedrich von Gock (de) et de son épouse Maria Eberhardine Sofie née Bloest. Le mariage est heureux et se termine en 1868 avec la mort de l'épouse. Cinq enfants sont issus de cette relation, dont la première, Ida, est née le 14 mai 1831 à Heidelberg. Son fils Julius a dix-sept ans lors de son retour à Heidelberg en 1852, et ses deux filles cadettes, Erwinia et Frida, onze et trois ans.
En 1835, il est nommé professeur ordinaire d'anatomie et de physiologie à l'Université de Zurich, dont il est également recteur en 1838. Au printemps 1840, il s'installe à l'Université de Fribourg, et en avril 1845 à l'Université Eberhard Karl de Tübingen.
À partir d'août 1852, il est de retour à Heidelberg, où il est nommé professeur titulaire et directeur d'anatomie et de physiologie, succédant à Jakob Henle. En 1858, il cède la physiologie à Hermann von Helmholtz, qui prend son neveu comme assistant. Arnold se concentre sur l'anatomie du cerveau et des nerfs. Quelques spécimens du cerveau ont survécu à ce jour. Arnold est considéré comme "l'un des plus grands taxidermistes" de son époque. Il devient entre autres prorecteur, membre du sénat intérieur et doyen de la faculté de médecine. Son successeur est Carl Gegenbaur (1826-1903) en avril 1873. Gegenbaur a épousé la fille d'Arnold, Ida, lors de son deuxième mariage en 1869.
En 1860, Friedrich Arnold est élu membre de l'Académie des savants Léopoldine.
Friedrich Arnold est enterré au cimetière de montagne d'Heidelberg (de). Il repose dans le complexe funéraire familial, où reposent également sa femme Ida et son fils, le pathologiste Julius Arnold (de). La tombe se trouve dans la section F.

## Réalisation scientifique
À Heidelberg, il fait de nombreuses préparations d'enseignement, y compris certaines préparations de fibres du cerveau. Il recherche le nerf vague, dont il décrit la branche auriculaire. Le ganglion otique qu'il découvre en 1828 est également connu sous le nom de ganglion d'Arnoldi dans les pays anglophones. Il y a aussi le canal d'Arnold, le nerf d'Arnold et la toux nerveuse d'Arnold. En 1834, il publie les Icones nervorum capitis, commençant la série de la médecine du XIXe siècle Tabulae anatomicae devenues incontournables au XXe siècle.

## Publications
- Dissertatio inauguralis medica sistens observationes nonnullas neurologicas de parte cephalica nervi sympathici in homine. Osswald, Heidelberg 1826 (Dissertation).
- Beschreibung des Kopfteiles des sympathischen Nerven beim Kalbe, nebst einigen Beobachtungen über diesen Teil beim Menschen. In: Zeitschrift für Physiologie. Bd. 2 (1826), H. 1, S. 125–172 (Digitalisat).
- Über den Ohrknoten. Eine anatomisch-physiologische Abhandlung. Winter, Heidelberg 1828 (Digitalisat).
- Der Kopftheil des vegetativen Nervensystems beim Menschen in anatomischer und physiologischer Hinsicht. Groos, Heidelberg/Leipzig 1831 (Digitalisat).
- Anatomische und physiologische Untersuchungen über das Auge des Menschen. Groos, Heidelberg/Leipzig 1832 (Digitalisat).
- Icones nervorum capitis. Orell Füssli, Zürich 1834 (Digitalisat).
- Bemerkungen über den Bau des Hirns und Rückenmarks. Höhr, Zürich 1838 (Digitalisat).
- Tabulae anatomicae, quas ad naturam accurate descriptas in lucem edidit. Orell Füssli, Zürich 1838–1842 (Digitalisat).
- Annotationes anatomicae de velamentis cerebri et medullae spinalis. Orell Füssli, Zürich 1838 (Digitalisat).
- Abbildungen der Gelenke und Bänder des menschlichen Körpers. Balz, Stuttgart 1842.
- mit Wilhelm Arnold: Lehrbuch der Physiologie des Menschen. 2 Theile in 4 Bänden. Orell Füssli, Zürich 1836–1842.
- Handbuch der Anatomie des Menschen. 2 Bände in 3 Teilen. Emmerling, Freiburg im Breisgau 1844–1846 (Digitalisat).
- Zur Physiologie der Galle. Denkschrift zur 50jährigen Jubelfeier des Dr. Friedr. Tiedemann im Namen der med. Fakultät der Universität Heidelberg verfasst. Bassermann & Mathy, Mannheim 1854 (Digitalisat).
- Über die Athmungsgröße des Menschen. Ein Beitrag zur Physiologie und zur Diagnostik der Krankheiten der Athmungswerkzeuge. Mohr, Heidelberg 1855.
- Die physiologische Anstalt der Universität Heidelberg von 1853–1858. Mohr, Heidelberg 1858 (Digitalisat).